# O mänska, hör det bud
O mänska, hör det bud är en kristen psalm. Texten är skriven av Johan Olof Wallin och bygger på psaltaren 37.

## Publicerad i
- Den svenska psalmboken 1819, som nummer 278 under rubriken "Kristligt sinne och förhållande - I allmänhet: Förhållandet till oss själva och nästan: Ståndaktighet, rättvisa, redlighet i handel och vandel".[1]